# Giro del Veneto 1948
Il Giro del Veneto 1948, ventunesima edizione della corsa, si svolse il 12 giugno 1948 su un percorso di 245 km. La vittoria fu appannaggio dell'italiano Luciano Maggini, che completò il percorso in 7h36'00", precedendo i connazionali Antonio Bevilacqua e Vittorio Seghezzi.

## Ordine d'arrivo (Top 10)
| Pos. | Corridore          | Squadra            | Tempo    |
| ---- | ------------------ | ------------------ | -------- |
| 1    | Luciano Maggini    | Wilier-Triestina   | 7h36'00" |
| 2    | Antonio Bevilacqua | Atala              | s.t.     |
| 3    | Vittorio Seghezzi  | Lygie              | s.t.     |
| 4    | Bortolo Bof        | Atala              | s.t.     |
| 5    | Egidio Feruglio    | Wilier-Triestina   | s.t.     |
| 6    | Selvino Selvatico  | Lygie              | s.t.     |
| 7    | Michele Motta      | Atala              | s.t.     |
| 8    | Antonio Covolo     | Benotto            | s.t.     |
| 9    | Vittorio Magni     | Viani Cral Imperia | s.t.     |
| 10   | Angelo Fumagalli   | Atala              | s.t.     |